# Saoud ben Abdelaziz ben Nasser Al Saoud
Saoud ben Abdelaziz ben Nasser Al Saoud est un prince saoudien, né en 1976, reconnu coupable du meurtre de son assistant, Bandar Abdallah Abdelaziz, retrouvé étranglé, couvert de bleus et de morsures, à l'Hôtel Landmark de Londres, le 15 février 2010. 
Arrière-petit-fils du roi d'Arabie saoudite Ibn Saoud, la mère du prince Saoud est une des filles du roi Abdallah. Malgré ses dénégations, l'enquête a conclu qu'il menait une double vie, entretenant lors de ses voyages une liaison sadomasochiste avec son domestique (de deux ans son cadet), lui faisant subir pendant des semaines des violences et des humiliations à caractère sexuel, des coups et des strangulations répétées qui ont fini par entraîner sa mort.
Il a été condamné le 20 octobre 2010 à la prison à perpétuité, avec peine de sûreté de vingt ans et purge sa peine au Royaume-Uni, où il pourrait demander asile à l'issue de celle-ci, l'homosexualité étant punie de la peine de mort en Arabie saoudite.